# Tripterospermum microcarpum
Tripterospermum microcarpum är en gentianaväxtart som beskrevs av Hul. Tripterospermum microcarpum ingår i släktet Tripterospermum och familjen gentianaväxter. Inga underarter finns listade i Catalogue of Life.